# Erythrura
Erythrura Swainson, 1837 è un genere di uccelli passeriformi, appartenente alla famiglia Estrildidi.

## Descrizione
Comprende uccelli di piccole dimensioni (9–15 cm), dall'aspetto massiccio e con becco grosso e conico: i colori sono sgargianti soprattutto nei maschi, nella cui livrea è prevale generalmente il colore verde, con presenza di aree più o meno estese di altri colori rosso, verde e giallo e melanine rifragenti (viola, turchese e blu).

## Biologia

### Alimentazione
Sono prevalentemente granivori, si nutrono di semi di erbe prative e di graminacee (miglio, scagliola, panico) e frugivori (soprattutto i frutti delle piante di Ficus, genere molto comune nell'areale di molte specie ascritte al genere) ma occasionalmente possono nutrirsi anche di insetti (termiti volanti).

### Riproduzione
Il periodo della riproduzione è legato ai monsoni che con la pioggia garantiranno vegetazione e cibo per la prole; il maschio durante il corteggiamento si esibisce nel "rituale del filo d'erba" cioè una caratteristica danza con oscillazioni del capo tenendo un filo d'erba nel becco come offerta per la femmina.

## Distribuzione e habitat
Il genere Erythrura è presente principalmente nelle isole del sud-est asiatico, in Australia settentrionale ed in numerose isole della Melanesia e della Polinesia occidentale. Gli uccelli ascritti a questo genere sono abitatori degli ambienti caldo-umidi come la foresta pluviale e la foresta di bambù.

## Tassonomia
Nell'ambito della sottofamiglia Lonchurinae, il genere Erythrura costituisce un clade a sé stante separato rispetto a tutti gli altri appartenenti alla sottofamiglia, all'interno del quale sono nel tempo confluiti i generi Chloebia (contenente il diamante di Gould) ed Amblynura (contenente i diamanti melanesiani). Al genere attualmente vengono ascritte le seguenti specie:
- Erythrura coloria - diamante coloria
- Erythrura cyaneovirens - diamante di Samoa
- Erythrura gouldiae - diamante di Gould
- Erythrura hyperythra - diamante del bambù
- Erythrura kleinschmidti - diamante di Kleinschmidt
- Erythrura papuana - diamante di Papua
- Erythrura pealii - diamante di Peale
- Erythrura prasina - diamante quadricolore
- Erythrura psittacea - diamante pappagallo
- Erythrura regia - diamante reale
- Erythrura trichroa - diamante di Kittlitz
- Erythrura tricolor - diamante di Tanimbar
- Erythrura viridifacies - diamante facciaverde

Pare inoltre che una specie estinta e non ancora descritta scientificamente di questi uccelli abitasse le isole Marianne.
Il nome Erythrura deriva dall'unione delle parole greche ερυθρός (erythros, "rosso") e ουρά (oura, "coda"), col significato di "dalla coda rossa", in riferimento al codione che si presenta di colore rosso intenso in tutte le specie (ad eccezione del diamante di Gould, nel quale esso assume colorazione azzurra).